# Parafia św. Anny w Janikowie
Parafia pw. Świętej Anny w Janikowie - parafia rzymskokatolicka z siedzibą w Janikowie, znajdująca się w diecezji sandomierskiej w dekanacie Ożarów. Erygowana w 1737 roku.

## Proboszczowie
- ks. Mikołaj Zajączkiewicz (1737– ?)[1]
- ks. Daniel Koryciński (2022– )[1]